# Helsinki (stacja kolejowa)
Helsingin päärautatieasema (szw. Helsingfors centralstation) – największy dworzec i stacja kolejowa Helsinek, stolicy Finlandii. Do 2010 nosił nazwę Helsingin rautatieasema („Dworzec kolejowy w Helsinkach”).

## Ruch pasażerski
Stacja Helsingin päärautatieasema jest stacją czołową, co oznacza, że wszystkie pociągi kończą lub zaczynają tu bieg. Codziennie stacja obsługuje około 200 tysięcy pasażerów, co sprawia, że jest najczęściej odwiedzanym budynkiem Finlandii.
Z dworca odchodzą pociągi dalekobieżne do większości dużych miast kraju, jak również w komunikacji zagranicznej do Petersburga i Moskwy. Jest stacją końcową dla pociągu dużej prędkości Allegro do Petersburga oraz dla wszystkich linii helsińskiej kolei aglomeracyjnej:
- zielonej – pociągi nr Y, S, U, L, E, A – do Espoo i Karis (24 stacje)
- niebieskiej – pociągi nr I, K, N, G, T, H, R do Keravy i Riihimäki (21 stacji)
- czerwonej – pociąg nr Z do Lahti (5 stacji)
- żółtej – pociąg nr M do Vantaankoski (12 stacji)

W podziemiach dworca znajduje się końcowa stacja metra w Helsinkach.

## Obsługa pasażerów
Na stacji znajdują się kasy i automaty biletowe, informacja, przechowalnie bagażu, biuro rzeczy znalezionych, pomoc dla niepełnosprawnych, parking, parking rowerowy, kawiarnie, restauracja, kioski, bankomaty, kantor wymiany walut, apteka oraz postój taxi.

## Historia
Pierwsza stacja kolejowa została wybudowana w roku 1862 i obsługiwała linię kolejową do Hämeenlinna. Na początku XX wieku budynek stacyjny okazał się zbyt mały, by obsłużyć rosnący ruch. W roku 1904 ogłoszono konkurs na nowy budynek. Jedną z prac był projekt architekta Eliela Saarinena. Projekt został wykończony w roku 1909, a dworzec został otwarty w roku 1919 i stał się jedną z najbardziej charakterystycznych budowli Helsinek. W 1940 na stacji na zawał serca umarł prezydent Finlandii Kyösti Kallio. W czerwcu 2010 zmieniono oficjalną nazwę stacji z Helsingin rautatieasema („Dworzec kolejowy w Helsinkach”) na Helsingin päärautatieasema („Główny dworzec kolejowy w Helsinkach”) i nadano mu skróconą nazwę Helsinki C.

## Wypadki
Na stacji w Helsinkach doszło do kilku wypadków; w żadnym z nich nie było ofiar śmiertelnych.
4 stycznia 2010 cztery puste wagony pasażerskie przejechały bufory peronu 13. wskutek błędu manewrowego między stacją Pasila a stacją Helsingin päärautatieasema. Prędkość wagonów w momencie wjazdu na bufory wynosiła ok. 20–30 km/h. Wagony skierowano na peron 13, gdzie można było zminimalizować szkody. Jeden z wagonów uderzył w salę konferencyjną. Nie było ofiar w ludziach.

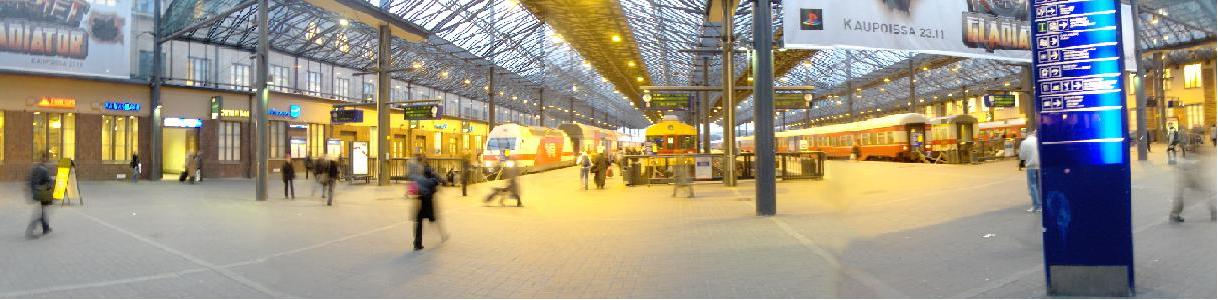
Zadaszone perony dworca Helsinki Główne